# Vladimir Soukhatchev
Vladimir Pavlovitch Soukhatchev (en russe : Владимир Павлович Сухачёв) est un aviateur soviétique
, né le 15 juillet 1923 et décédé le 23 mai 2002. Pilote d'assaut et as de la Seconde Guerre mondiale, il fut distingué par le titre de Héros de l'Union soviétique.

## Carrière
Vladimir Soukhatchev est né le 15 juillet 1923 à Moscou. Il travailla d'abord comme ouvrier, tout en suivant des cours de pilotage dans un aéroclub civil. En 1941, il rejoignit l'Armée rouge et en 1943 il reçut son brevet de pilote de l'école militaire de l'Air de Perm.
En août 1943, il fut muté comme pilote d'assaut dans le front de Kalinine, puis dans le premier front de la Baltique et enfin dans le troisième front biélorusse. En juillet 1944, il se distingua lors des combats pour Vitebsk et en mars 1945 en tant que lieutenant (starchii leitenant), il prit le commandement d'une escadrille du 826e régiment d'assaut aérien (826.ShAP) de la 335e division d'assaut (335.ShAD), prenant une part active à l'assaut du port de Königsberg, allant jusqu'à effectuer de trois à quatre missions quotidiennes.
À l'issue du conflit, il demeura dans l'armée. Après être passé par l'Académie de l'Air en 1955, il prit sa retraite comme colonel (polkovnik) en 1984. Il est décédé le 23 mai 2002 à Moscou. Il est enterré au cimetière Troïekourovskoïe de Moscou.

## Palmarès et décorations

### Tableau de chasse
Vladimir Soukhatchev est crédité d'une victoire homologuée, obtenue au cours de 138 missions et 12 combats aériens.
En outre, il avait détruit au sol les objectifs suivants : 6 chars, 25 véhicules automobiles, 60 véhicules hippomobiles, 17 batteries d'artillerie et tué environ 250 soldats ennemis.

### Décorations
- Héros de l'Union soviétique le 29 juin 1944 (médaille no 6345)
- Ordre de Lénine ;
- Deux fois décoré de l'Ordre du Drapeau rouge ;
- Trois fois décoré de l'Ordre de la Guerre patriotique de 1re classe ;
- Ordre de l'Étoile rouge.